# Whistler Blackcomb
Whistler Blackcomb – ośrodek narciarski w Whistler, Kolumbia Brytyjska, Kanada. Właścicielem kurortu jest niezależna grupa inwestycyjna Intrawest.

## Opis
Dwa wcześniej osobne kurorty Whistler i Blackcomb zostały połączone w 1997 potem Intrawest połączył kurort z Whistler Mountain Ski Corporation. Wszystkie kurorty zostały w pełni zintegrowane w 2003. Razem, Whistler i Blackcomb tworzą największy kurort narciarski w Ameryce Północnej o powierzchni 33 km 2, o 54% większy niż Vail w Kolorado drugi co do wielkości kurort narciarski o powierzchni 21 km 2. Obie góry mają największe nachylenia stoków w Ameryce Północnej, Blackcomb ma największe pochyleni o długości 1,565 m. Whistler ma nieznacznie mniejsze nachylenie wynosi 1,530 m.
Do gór jest dostęp z doliny przez dwie gondole z wioski Whistler (Excalibur i Whistler Village Gondolas), czteroosobowy odpinany wyciąg krzesełkowy (Wizard Express Chair) przy podstawie Blackcomb Mountain, i czteroosobowy odpinany wyciąg krzesełkowy przy podstawie Whistler Mountain w wiosce Whistler oraz przez gondolę w Creekside oddalone około cztery kilometry na południe od wioski Whistler. Podróż z jednej góry na drugą, został umożliwiony w 2008 roku dzięki dwóm wyciągom gondolowym w odstępach 1,800 m. Te gondole zostały oddane do użytku 12 grudnia 2008 gondole mają całkowitą długość 4,4 km odstępy między gondolami wynoszą 436 m.
Główny teren narciarski zaczyna się na około 1 / 3 góry, sezon narciarski trwa zazwyczaj od grudnia do kwietnia. Obie góry mają 10 szybkich wyciągów krzesełkowych i 5 gondoli zrobionych przez firmy Lift Engineering, Doppelmayr i Poma oraz 3 wyciągi orczykowe. Ogólnie wyciągi mają przepustowość 65,507 tys. narciarzy na godzinę, z fantastycznym wynikiem w Ameryce Północnej, nieznacznie mniejszym niż w Vail (Kolorado).
Wioska Whistler, która jest częścią kurortu, jest usytuowany przy podstawie Whistler Mountain i Blackcomb połączona gondolą Excalibur. Wieś wykonuje prace na rzecz społeczności lokalnej, znajdują się tam, sklepy, miejsca rozrywki, restauracje, bary, hotele i bloki mieszkalne. Wieś jest wzniesiona 675 m nad poziomem morza, i znajduje się 137 km od Portu lotniczego Vancouver.
Whistler Blackcomb było gospodarzem narciarstwa alpejskiego na ZIO 2010, wliczając w to olimpijczyków i paraolimpijczyków; na stokach Blackcomb zostaną rozegrane następujące konkurencje: zjazd, supergigant, slalom gigant, kombinacja alpejska i slalom.

## Góra Whistler

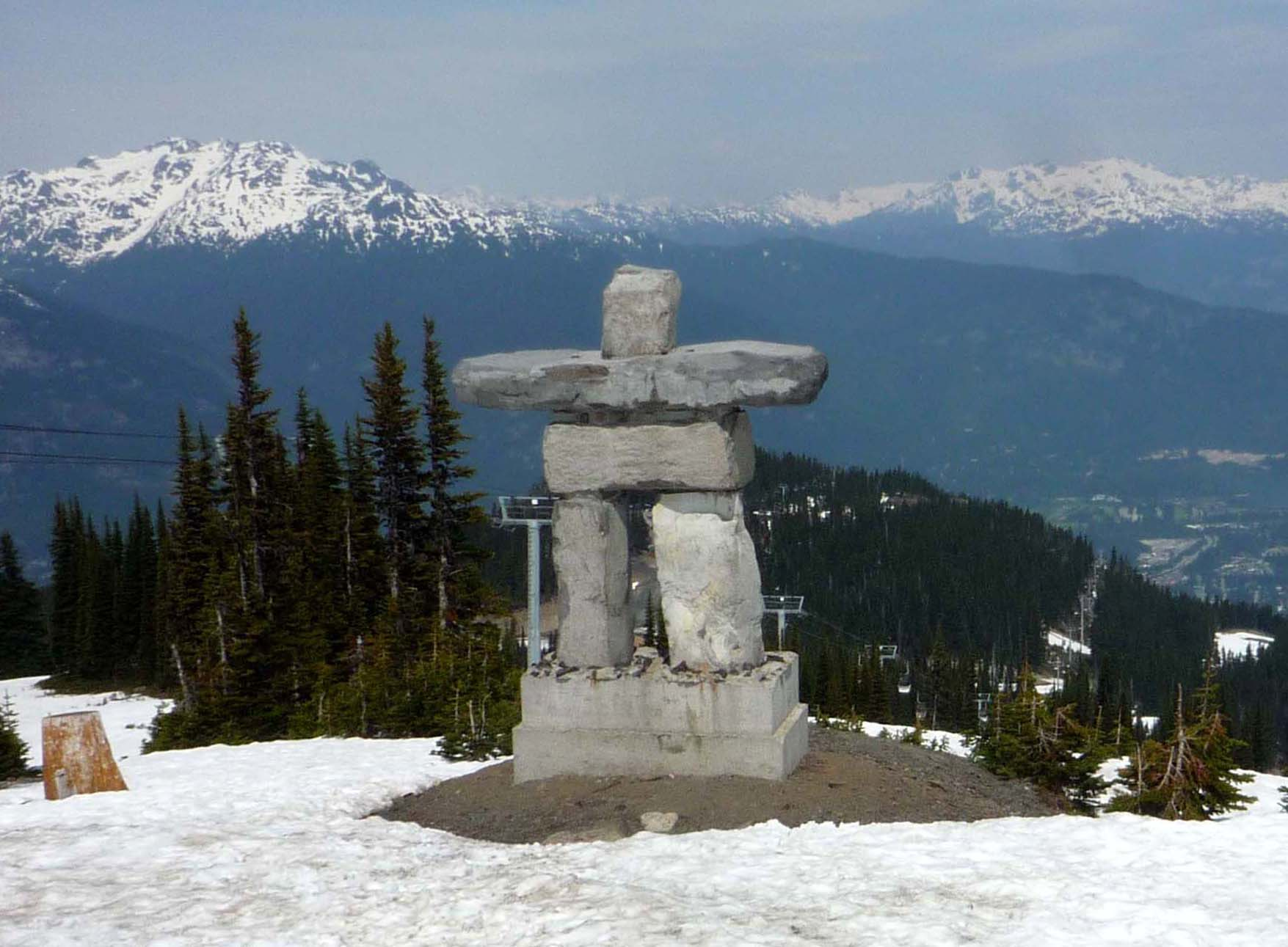
Skalne logo ZIO 2010 na szczycie

Góra Whistler początkowo nazywana górą Londynu, ma wysokość 2182 metrów i jest przesunięta na prawo od Blackcomb. Whistler obecnie ma 7 szybkich wyciągów krzesełkowych, 2 gondole, 2 szybko montowane wyciągi krzesełkowe, i 2 wyciągi orczykowe. Jest połączona dwoma wyciągami gondolowymi z sąsiednią górą Blackcomb, na szczycie są 4 restauracje, jak również szkółka narciarska dla dzieci które mogą się zapisywać na 5 lekcji cało dniowych w ramach „Obozu przygodowego”. Całkowita długość zbocza narciarskiego wynosi 1530 metrów o powierzchni 19 km 2. Na jej północno-zachodnim zboczu jest wioska Whistler a zaś na południowo-zachodnim zboczu znajduje się Whistler Creek. Kurort narciarski na je zboczach został oddany do użytku w 1966 roku.
Historia
1966–1997
Góra Whistler otwarta została dla narciarzy w lutym 1966 roku, z jedną gondolą, dwuosobowym wyciągiem krzesełkowym (Red Chair) i jednym wyciągiem orczykowym, wszystko zostało zbudowane przez firmę GMD Mueller. Nowa góra dostała natychmiastowe uznanie od narciarzy za strome stoki, świetne warunki śniegowe, i za olbrzymi obszar narciarski, jedynym problemem był dojazd polną bitą drogą.
Wyciągi krzesełkowe na niebieskie i zielone trasy zostały dobudowane w 1970 roku, z przybyciem nowych wyciągów przybyło także więcej terenu narciarskiego. W 1980 roku zostały zbudowane schroniska i restauracje które miały służyć narciarzom przebywającym bardzo długo na stokach.
W 1972 na górze Whistler przybyły kolejne dwa wyciągi krzesełkowe dla zielonej i pomarańczowej trasy. W 1974 roku dobudowano równoległy wyciąg do trasy zielonej w celu odciążenia pierwszej kolejki, a w 1978 roku został zbudowany wyciąg dla czerwonej trasy
Poważne zmiany zostały rozpoczęte w 1980 roku z otwarciem wioski Whistler i nowej rywalizującej stacji narciarskiej na górze Blackcomb, północna góra Whistler została pozostawiona w postaci oryginalnej, w tym czasie nie zostało nic dobudowane. Zaczęto się koncentrować na dobrym połączeniu drogowym z Whistler, serią trzech trzyosobowych wyciągów krzesełkowych, wioską, ośrodkiem olimpijskim, i kolejką dla czarnej trasy. Oryginalna nazwa wioski Whistler zaczęła się zmieniać na Whistler Creek, lub Creekside.
Następne główne udogodnienie weszło w 1986 roku gdy zbudowano najdłuższy Wyciąg krzesełkowy na szczyt góry whistler. Ta inwestycja zrobiła z góry whistler największy ośrodek narciarski w Ameryce Północnej.
1997-Obecnie
W 1997 kurort na górze whistler' została wykupiony przez Intrawest, który posiadał kurort na górze Blackcomb od 1986 roku. Duże zmiany zostały zrobione na górze whistler, wymieniony został wyciąg Quicksilver na gondolę firmy Poma, na Creekside została wybudowana gondola typu Redline lifts dla zielonej trasy przez firmę Doppelmayr. Został także wybudowany wysokiej prędkości czteroosobowy wyciąg krzesełkowy, pod nazwą Emerald Express, stare schronisko zostało rozebrane i zastąpione nowoczesnym obiektem.
W tym samym czasie spółka Intrawest zaczęła reklamować kurorty pod jedną nazwą Whistler-Blackcomb.
W Whistler-Blackcomb na sezon 2006/2007 została wybudowana szybka kolej krzesełkowa o nazwie Symphony Express oraz szybka czteroosobowa kolej krzesełkowa o nazwie Symphony Amphitheater.
12 grudnia 2008 szczyty wzbogaciły się o dwie kolejki gondolowe, zaś 6 czerwca 2009 udostępniono koleje dla turystów letnich.
Latem 2009 kurort w Creekside wzbogacił się o kolejną szybką kolej gondolową firmy Doppelmayr. Będzie odpowiedzialna za dowóz turystów i zawodników na szczyt w czasie ZIO 2010, ale będzie dostępna dla narciarzy po ZIO 2010,czas jazdy na szczyt wynosi 2 minuty. Gondola jest tylko tymczasowa i latem 2010 roku, zostanie rozebrana i przewieziona transportem samochodowym do Sunshine Village w Alberta.

## Góra Blackcomb
Kurort na górze Blackcomb został otwarty w 1980 roku wraz z Fortress Mountain Resorts finansowany przez Bank Rozwoju Kanady. W kurorcie zostały wybudowane cztery trzyosobowe wyciągi krzesełkowe pod nazwami (Cruiser, Stoker, Catskinner i Fitzsimmons lifts) i jeden dwuosobowy wyciąg krzesełkowy wykonany przez firmę Lift Engineering. Konkurencja tej góry początkowo nie została doceniona przez kurort na górze Whistler, rzeczywiście górę uważano za „nowego dzieciaka” do roku 1990.
W 1982 zostało wybudowanych sześć kolei krzesełkowych na Horstman Creek o nazwie Jersey Cream. W 1983 Blackcomb nabył używany wyciąg orczykowy z Fortress Mountain i zainstalowane na południowym stoku, w sumie zainstalowano siedem wyciągów. Dzięki czemu udostępniono najdłuższy teren pod szusowanie w Ameryce Północnej o długości 1,609 m.
W 1989, sześć starych kolei krzesełkowych (Jersey Cream) został wymienione na szybkie czteroosobowe koleje firmy Doppelmayr w rejonie Crystal Ridge.
W 1992, wyciąg Glacier Express został zainstalowany, i kursuje z podstawy Wyspy Jersey zaś do Horstman można wyjechać wyciągiem orczykowym. Budowa tego wyciągu miała miejsce przy Glacier Creek Restaurant największym budynkiem na górze Blackcomb.

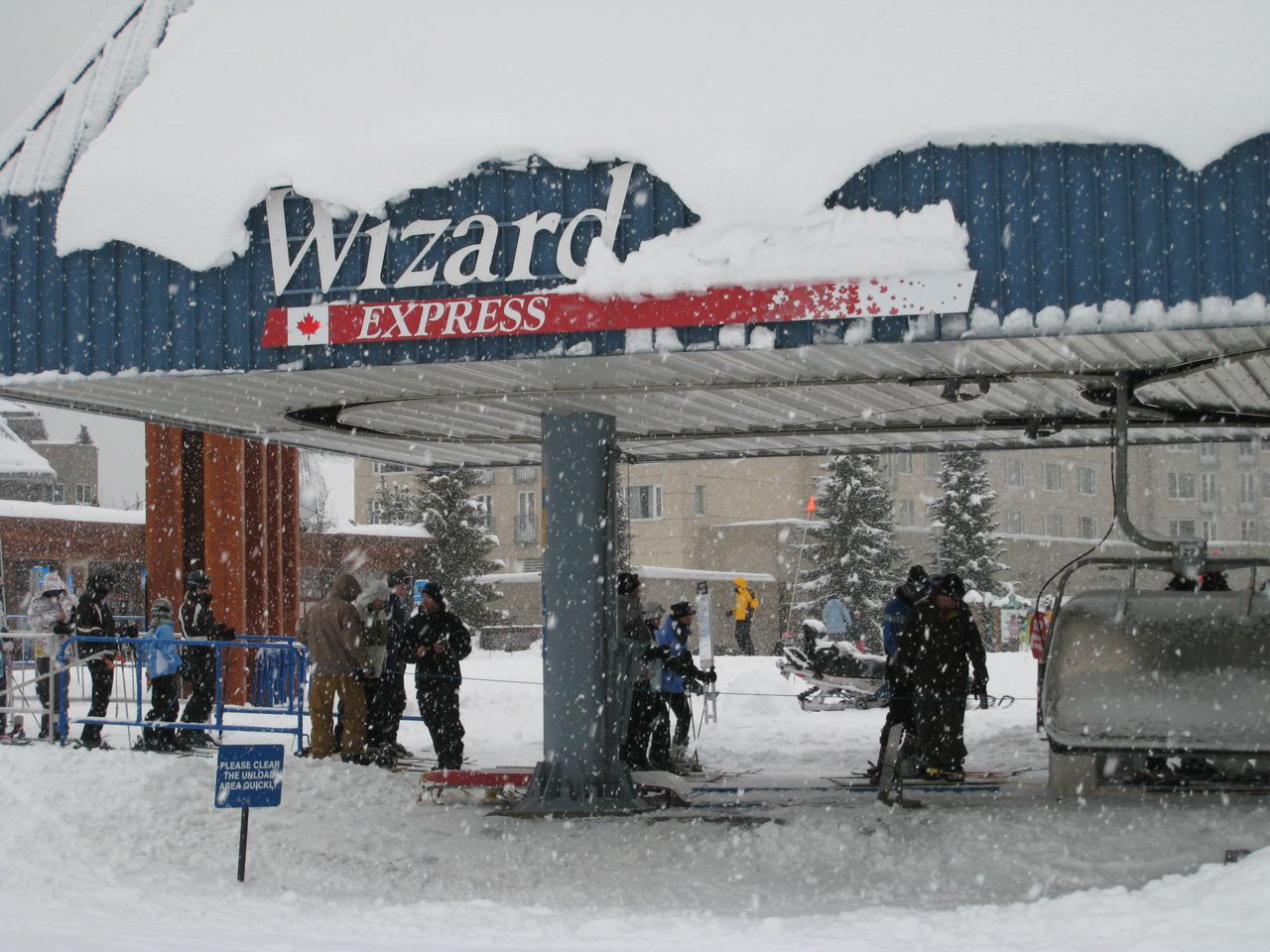
Wyciąg krzesełkowy Wizard Express

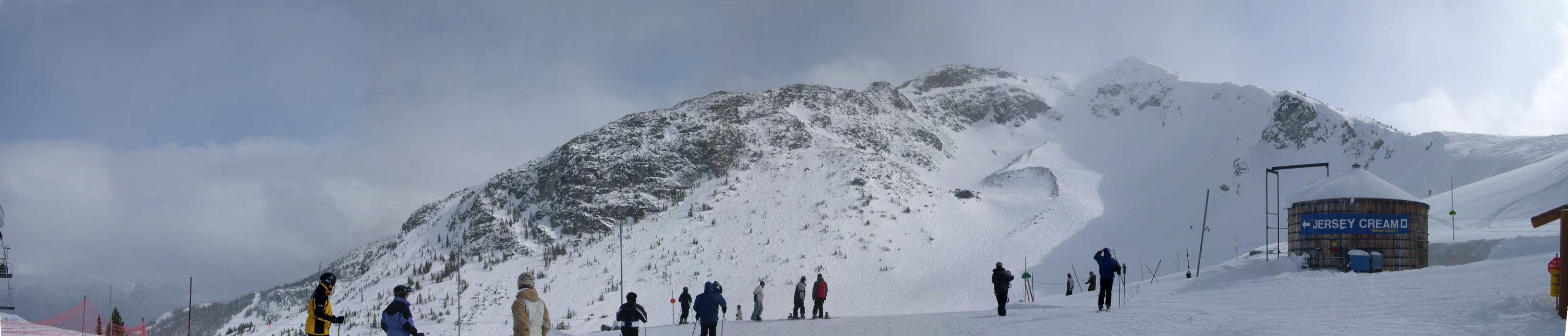
Panorama szczytu Blackcomb

A w 1994 kurort Blackcomb wybudował swoją ostatnią kolejkę krzesełkową i wymienił stare kolejki Stoker, Cruiser, i Fitzsimmons na szybkie czteroosobowe wyciągi Excelerator i Excalibur Gondola. Dzięki nowym kolejkom został dodany nowy teren dla narciarzy i pod budowy nowych restauracji, a także szybszy dostęp na szczyt z wioski Whistler, która wcześniej była nie dostępna przy starych wyciągach. W roku 1996 grupa inwestycyjna Intrawest dokonała fuzji z ośrodkiem narciarski na górze whistler.
Whistler Blackcomb Coca-Cola Tube Park
W sezonie 2005–2006 na górze Blackcomb został otwarty coca-cola park dla snowboardzistów. Park znajduje się przy II bazie pod Blackcomb w wiosce Run.

## Zimowe XXI Igrzyska Olimpijskie
Podczas ZIO 2010 góra Whistler była gospodarzem narciarstwa alpejskiego. Pierwszym zawodnikiem, który zjechał po trasie olimpijskiej, był Dave'a Murray.
Kurort Whistler Blackcomb udostępnił 90% terenu dla narciarzy podczas ZIO 2010.
W Whistler Sliding Centre odbyły się zawody w bobslejach, saneczkarstwie i skeletonie. W tym samym czasie w Whistler Olympic Park odbyły się zawody w biegach narciarskich, kombinacji norweskiej i w skokach narciarskich.